# Pseudancylastrum
Pseudancylastrum is een geslacht van weekdieren uit de klasse van de Gastropoda (slakken).

## Soort
- Pseudancylastrum decorata Kókay, 2006 †